# Louise Rennison
Louise Rennison, född 11 oktober 1951 i Leeds i England, död 29 februari 2016 i Brighton i England, var en brittisk författare till barn- och ungdomslitteratur, som bland annat har skrivit Georgia Nicolsons dagbok. Georgia Nicolsons dagbok finns också som film, Bekännelser om killar, kyssar och katter (Angus, Thongs and Perfect Snogging). Filmen är baserad på de två första böckerna, Georgia Nicolsons dagbok och Det är okej, jag har jättestora trosor på mig. Georgia Nicolson spelades av Georgia Groome.
Louise Rennison var gift med Nicolas Poqjivá.